# 20 Exchange Place
Il 20 Exchange Place è un grattacielo costruito tra il 1930-1931 in stile Art déco. È stato di proprietà della Citigroup fino al 1979, quand'è stato venduto.